# Special Delivery
Special Delivery ist ein kanadischer animierter Kurzfilm von John Weldon und Eunice Macaulay aus dem Jahr 1978.

## Handlung
Als Alice zu ihrer Judostunde geht, erinnert sie ihren Mann Ralph daran, den Weg zum Haus vom Schnee zu befreien. Ralph ignoriert sie und findet bei seiner Rückkehr zum Haus den Postboten tot vor seiner Haustür – er ist auf dem glatten Weg ausgerutscht und hat sich das Genick gebrochen. Die Schmerzensgeldkosten für einen toten Postboten überschlagend, versteckt Ralph den Mann in seinem Haus, zieht dessen Sachen an, um die restliche Post auszutragen, und verlässt das Haus. Als Alice nach Hause kommt, findet sie den nackten Postboten vor, mit dem sie einst eine Affäre gehabt hat, und fährt ihn zu seiner Wohnung. Sie glaubt, er sei nur betrunken, legt ihn in sein Bett und bemerkt erst beim Abschiedskuss, dass er tot ist. Da sie nun denkt, Ralph habe ihn wegen der Affäre ermordet und kaufe nun eine Pistole, um auch sie zu ermorden, verlässt sie die Stadt und lebt von nun an unter falschem Namen.
Ralph kehrt von seiner Posttour nach Hause zurück, hat jedoch keine Schlüssel dabei, die sich in seiner eigenen Kleidung im Haus befinden. Als er in sein eigenes Haus einbrechen will, verhaftet ihn die Polizei. Die Gewerkschaft der Postzusteller bezahlt seine Kaution und Ralph kehrt nach Hause zurück und verbrennt die Postbotenkleidung. Als wiederum das Verfahren wegen Einbruchs beginnt, sucht man den Postboten in seiner Wohnung auf und findet ihn tot vor. Der Gerichtsmediziner schlussfolgert, dass der Postbote wohl geträumt hat, sich zu erhängen und ein Reflex während des Schlafens zum Genickbruch geführt hat. Das Verfahren wird beigelegt. Ralph beschließt nach einiger Zeit, sich weder wegen des Toten, noch wegen seiner verschwundenen Ehefrau Sorgen zu machen. Er lebt friedlich weiter und hat auch zukünftig nie den Weg zu seinem Haus von Schnee befreit.

## Produktion
Der Film erschien in einer englischsprachigen und – unter dem Titel Livraison spéciale – in einer französischen Version. Die Geschichte wird in der englischsprachigen Version von Sandy Sanderson erzählt und in der französischen von Jean Marchand.

## Auszeichnungen
Special Delivery gewann 1979 den Oscar in der Kategorie „Bester animierter Kurzfilm“.